# Conclave de 2005
 (octobre 2012).
Si vous disposez d'ouvrages ou d'articles de référence ou si vous connaissez des sites web de qualité traitant du thème abordé ici, merci de compléter l'article en donnant les références utiles à sa vérifiabilité et en les liant à la section « Notes et références ».
Le conclave de 2005 est le conclave qui a élu Benoît XVI, successeur de Jean-Paul II, et qui s'est réuni du 18 au 19 avril 2005. 115 des 117 cardinaux de moins de 80 ans y ont participé.

## Les papables après le décès de Jean Paul II

### La mort du pape et le Sacré collège
Jean-Paul II, depuis longtemps malade, avait eu un règne dont la longueur record (1978 - 2005, plus que Léon XIII) avait été marquée par son dynamisme personnel, ses options pastorales (voyages, contact direct et médiatique avec les chrétiens en particulier jeunes) et ses options politiques, morales et théologiques (défense des droits de l'homme en particulier contre le communisme, prises de positions contrastées envers la théologie de la libération, maintien de l'exclusion des Lefebvristes, œcuménisme, culte marial et défense de la famille chrétienne, de la culture de la vie contre l'avortement, la contraception...). Dans ses dernières années, il avait laissé la Curie romaine et l'administration en particulier, financière, de l'Église au soin d'une équipe de la Curie, au centre de laquelle se trouvait Joseph Ratzinger, préfet de la Congrégation pour la doctrine de la foi.

### Pronostics et analyses

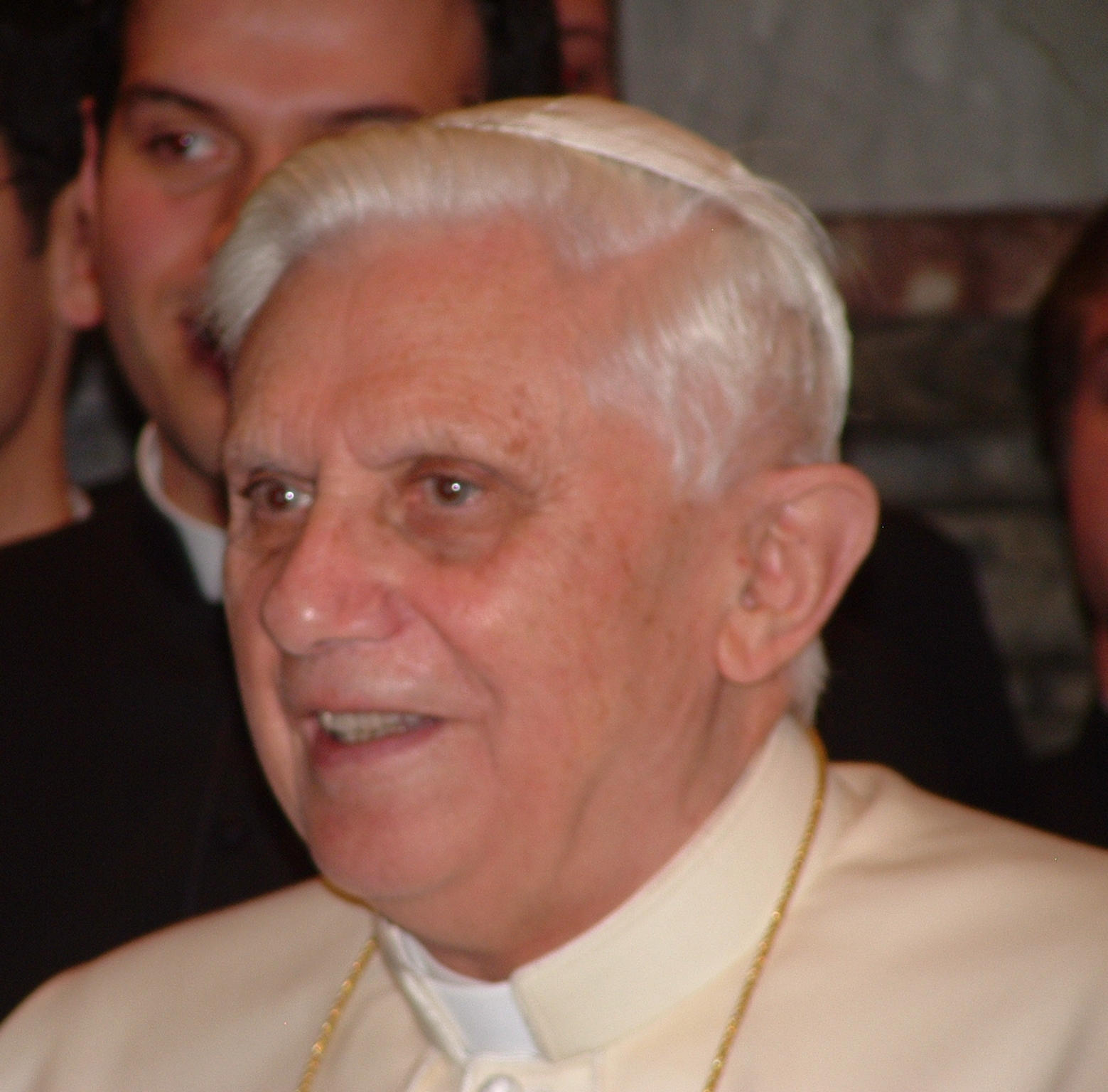
Le nouveau pape, Benoît XVI (Joseph Ratzinger)

Dans les jours qui précédent et suivent la mort du pape Jean-Paul II, la presse évoque de nombreux candidats à la fonction pontificale mais, en dépit de l'adage romain « Celui qui entre au conclave pape en sort cardinal », c'est bien Joseph Ratzinger, le grand favori qui semble le mieux placé.
Parmi les autres papabili cités, la presse identifie traditionnellement les deux « tendances », dans les grandes lignes, conservatrice et progressiste. On se demande également quelle sera l'origine continentale du futur pape. Le Sacré Collège est majoritairement européen, doctrinalement conservateur (les cardinaux ont tous ou presque été nommés par Jean-Paul II), et il est dominé par la Curie depuis la maladie d'un pape au pontificat d'une longueur record.
En plus de Joseph Ratzinger, d'autres candidats conservateurs sont cités, mais ils sont Italiens. Parmi ces papabili italiens, plusieurs membres de la Curie font office de prétendants sérieux, dont les cardinaux Angelo Scola, Giovanni Battista Re ou encore Dionigi Tettamanzi. Toutefois, le Sacré Collège, depuis déjà Pie XII, n'est plus majoritairement italien. Pour succéder à Jean-Paul II premier pape non Italien depuis plusieurs siècles, certains évoquent un pape issu du tiers-monde, dont, pendant les vingt-six années de son pontificat, l'expansion démographique a détrôné l'Europe comme continent le plus peuplé par des catholiques (les Philippines, par exemple, comptent plus de catholiques que l'Italie). Le cardinal Francis Arinze présente ainsi un profil très politique, qui lui aurait permis d'être le premier pape noir et africain de l'époque contemporaine. Du côté « progressiste », le Cardinal Carlo Maria Martini étant vieillissant et italien, c'est en général le cardinal Óscar Andrés Rodríguez Maradiaga qui est cité ; son élection aurait résonné comme une surprise politique en raison de son âge (65 ans), de son engagement auprès des pauvres, de sa nationalité hondurienne, qui aurait offert un pape à l'Amérique latine, premier continent catholique de la planète. Mais l'hypothèse d'un pape du tiers-monde semble moins probable aux commentateurs que celle d'un pape européen.
Dernier élément de choix, la règle non écrite d'une certaine alternance de règnes longs et courts (dit « papes de transition »), de pasteurs charismatiques débonnaires, proches des ouailles et de diplomates de haute tenue doctrinale, résumée par la formule populaire « après un pape long, un pape rond » (Léon XIII pape « long » au règne record, Pie X, pape « rond » au règne plus bref, Benoit XV, « long » et dont le règne fut marqué par la maladie finale, Pie XI, « rond » avec une santé sportive, Pie XII, « long » au règne très long, Jean XXIII, « rond », élu âgé, Paul VI, « long » mais dont la fin du règne avait aussi été marquée par sa mauvaise santé et sa tristesse). Après le décès de Paul VI, autre pontificat plus long que la moyenne, on attendait un pape de transition au charisme dynamique, sans se douter que le règne de Jean-Paul Ier n'allait durer qu'un mois. Son successeur avait, parmi les qualités qui l'avaient fait choisir, un charisme pastoral, une vigueur sportive et une jeunesse qui permettaient un pontificat très long, à la fin duquel une longue maladie l'écarta du suivi quotidien des affaires et des questions de doctrines qui ont divisé l'Église depuis Vatican II.
Parmi les prétendants à un règne court émerge lors du pré-conclave le nom du cardinal Joseph Ratzinger, un Allemand de tendance « sociale conservatrice », théologien très estimé, très proche de Jean-Paul II et préfet de la Congrégation pour la Doctrine de la Foi. Joseph Ratzinger, seul papabile créé cardinal par Paul VI, semble en effet s'imposer, au sein de la Curie, ayant conduit un dialogue ferme avec la théologie de la libération, ce qui en fait un conservateur après avoir été un des théologiens du concile Vatican II, et semblant pouvoir à la fois assurer la cohérence de l'Église d'un point de vue doctrinal et d'un point de vue pastoral (dans la perspective de la résolution du schisme de Monseigneur Lefebvre).

### Lesnovemdiales
Pendant toute une période de neuvaine, des messes très suivies ont lieu chaque jour à Rome par neuf différents cardinaux. Avant même la fin des funérailles du pape Jean-Paul II, le Vatican annonce que le conclave commencera à la chapelle Sixtine le 18 avril 2005. C'est à l'occasion de la dernière de ces neuf messes que le cardinal camerlingue espagnol Eduardo Martínez Somalo proclame officiellement la date d'ouverture de ce conclave.

## Élection du successeur de Jean-Paul II
| Électeurs             | 117 en total                                |
| --------------------- | ------------------------------------------- |
| Absent                | 2 (Jaime Sin, Adolfo Antonio Suárez Rivera) |
| Présent               | 115                                         |
| Afrique               | 11                                          |
| Asie et Proche-Orient | 11                                          |
| Europe                | 58                                          |
| Océanie               | 2                                           |
| Amérique              | 35                                          |
| Pape décédé           | Jean-Paul II (Karol Wojtyła)                |
| Nouveau pape          | Benoît XVI (Joseph Ratzinger)               |

De nouvelles règles pour l'élection du premier pape du millénaire ont été rédigées en 1996 dans la constitution apostolique Universi Dominici Gregis sur la vacance du siège apostolique et l'élection du pontife romain où il est notamment précisé que les cardinaux électeurs n'ont pas le droit de téléphoner, d'écouter la radio, regarder la télévision, ni même recevoir du courrier ou des journaux. Seuls les cardinaux électeurs (cardinaux de moins de 80 ans) du Sacré Collège peuvent voter.
La constitution apostolique règle dans les moindres détails l'élection du nouveau pape mais, malgré tout, les cardinaux réunis en congrégation peuvent apporter des changements mineurs. Lors de ces congrégations ils fixent les dates (enterrement, début du conclave) mais également certaines dispositions. Parmi les nouveautés de cette élection, l'annonce du nouveau pape sera faite par les cloches de la basilique Saint-Pierre en plus de la fumée blanche, l'espace du Conclave sera étendu à l'ensemble du Vatican et non plus limité à la chapelle Sixtine, etc.

### Collège des cardinaux
Le nombre maximal de cardinaux électeurs est de 120, 117 étaient connus, un 118e avait été créé lors du consistoire de 2003 in pectore (dans son cœur).

### Modalités
Les votes ont lieu quatre fois par jour, à la majorité des deux-tiers, à la chapelle Sixtine. Le reste du temps, les cardinaux sont logés dans la résidence Sainte-Marthe, située derrière la salle des audiences. Les votes commencèrent le lundi 18 avril dans la soirée. Il n'y a eu qu'un vote le lundi. Après une élection avec un candidat ayant obtenu la majorité requise, l'élu doit formellement accepter la charge qu'on lui soumet. Le souverain pontife élu ne l'est pas forcément parmi les cardinaux ni même parmi les évêques : tout homme catholique baptisé peut être élu. Dans le cas où le nouvel élu ne serait pas un évêque, les cardinaux doivent l'ordonner et de facto il sera pape et évêque de Rome. Ce cas ne s'est plus produit depuis plusieurs siècles, les cardinaux choisissant l'un des leurs.
Les cardinaux doivent jurer sur les évangiles avant le conclave qu'ils garderont le secret absolu sur l'élection. La constitution de 1996 prévoit même que des techniciens doivent s'assurer dans la chapelle Sixtine de l'absence de micros cachés, de caméras ou de tout dispositif d'enregistrement.
Les résultats sont annoncés au public par une fumée noire quand le scrutin n'est pas concluant, blanche quand il l'est. En fait, cette fumée correspond à la combustion des bulletins de vote. Au milieu du siècle dernier, on tentait d'obtenir cette fameuse fumée blanche en mélangeant ces bulletins avec de la paille mouillée. À présent, l'usage de fumigènes évite les confusions autrefois fréquentes. Le mardi 5 avril 2005, les cardinaux réunis en congrégation ont décidé que pour la première fois, l'élection du futur pape sera annoncée non seulement par la fumée blanche mais également par les cloches de la basilique Saint-Pierre pour éviter toute confusion. Le cardinal qui annonce le pape à la foule doit le faire à l'aide d'une formule latine contenant les mots : Habemus Papam (Nous avons un pape).

## Suivi du conclave jour après jour
- 18 avril
  - Dans la matinée, dans son homélie lors de la messe « pour l'élection du pontife romain », le cardinal allemand Joseph Ratzinger, doyen du Sacré Collège, a dénoncé « la dictature du relativisme ».
  - À 17 h 30 : la chapelle Sixtine ferme ses portes. C'est à ce moment que le maître des célébrations liturgiques pontificales, Piero Marini, a prononcé le Extra omnes !. C'est le début officiel du conclave.
  - À 20 h 4 : une première fumée noire sort de la cheminée surmontant la chapelle Sixtine, indiquant qu'un vote a eu lieu, mais qu'aucune majorité des deux tiers ne s'est dégagée.

- 19 avril

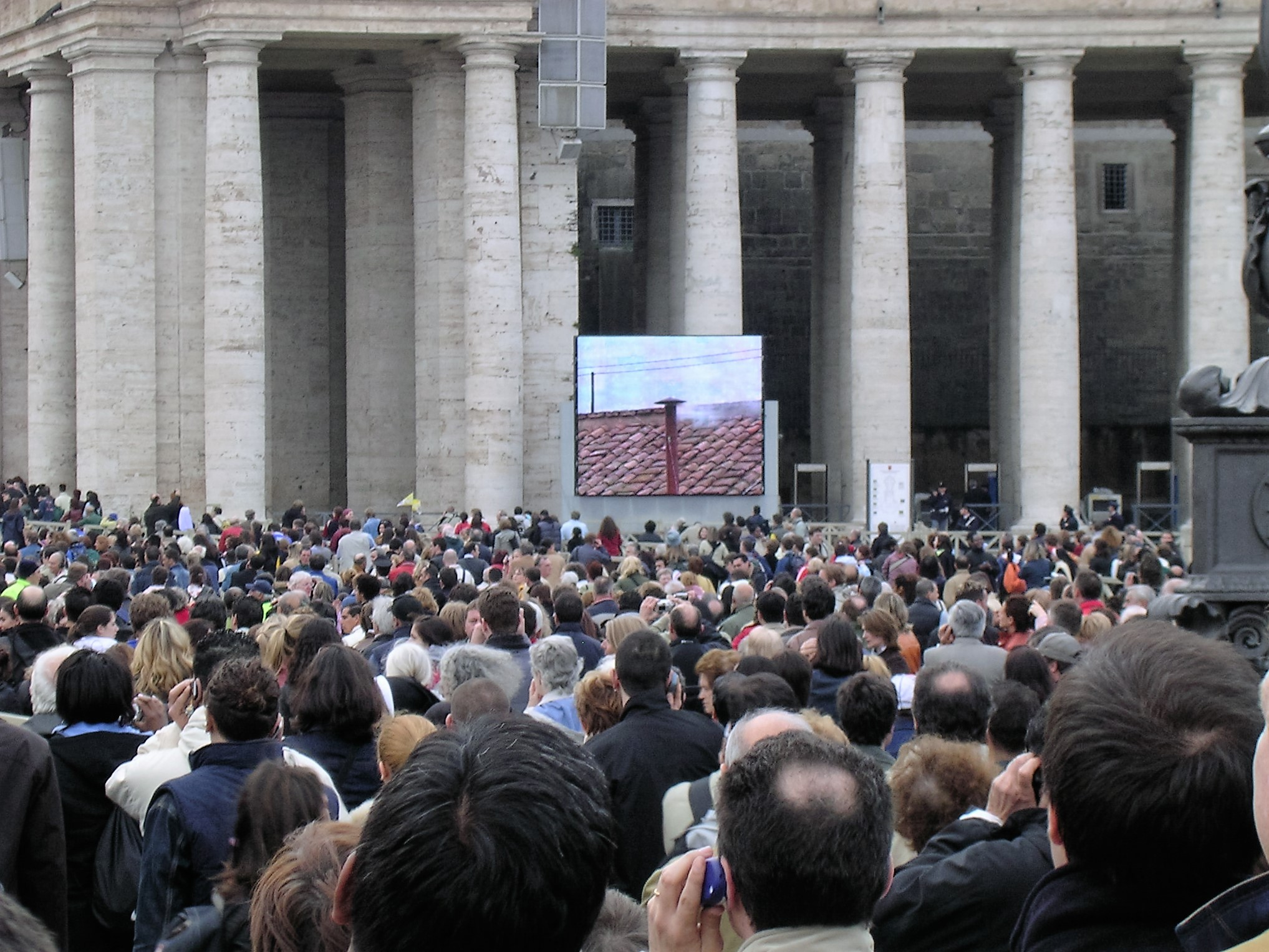
La fumée blanche du 19 avril

  - À 17 h 56 : une fumée blanche sort de la cheminée de la chapelle Sixtine, indiquant qu'un nouveau pape est élu.
  - À 18 h 5 : les cloches de la basilique Saint-Pierre se mettent à sonner.
  - À 18 h 43 : annonce du nom du pape (Habemus Papam) : Joseph Ratzinger, 265e pape sous le nom de Benoît XVI.
  - À 18 h 48 : première apparition du pape Benoît XVI, suivi d'un discours de ce dernier.
  - À 18 h 50 : premier acte liturgique du nouveau pape qui adresse une bénédiction urbi et orbi aux fidèles.

| Date          | Heure   | Type de fumée | Remarques |
| ------------- | ------- | ------------- | --- |
| 18 avril 2005 | 20 h 4  | noire         | La fumée est d'abord apparue blanche, puis noire après quelques secondes.                                           |
| 19 avril 2005 | 11 h 51 | noire         | Il y a eu deux fumées bien que les règles voulussent que les deux votes soient rassemblés dans une seule crémation. |
| 19 avril 2005 | 17 h 56 | blanche       | Les cloches sonnent dès 18 h 5. Des milliers de Romains se sont rapidement massés sur la place Saint-Pierre.        |

## Secret du conclave
Malgré le secret du conclave, un cardinal confie à la revue italienne de géopolitique Limes,, en septembre 2005, son journal personnel relatant dans le détail le déroulement du scrutin,, confirmant les informations révélées au lendemain du scrutin par le quotidien milanais Il Giornale. Ces hypothèses ont été reprises après le conclave de 2013, confirmant que la candidature qui avait eu le plus de voix face au cardinal Ratzinger était celle de Jorge Mario Bergoglio qui aurait refusé d'empêcher l'élection de Ratzinger,. Pour l'archevêque Georg Gänswein «Benoît XVI a été élu après seulement quatre tours de scrutin à la suite d’une lutte dramatique entre le « Parti du sel de la terre » autour des cardinaux López Trujillo, Ruini, Herranz Casado, Rouco Varela ou Medina et le « Groupe de Saint-Gall » autour des cardinaux Danneels, Martini, Silvestrini ou Murphy-O’Connor... »
D'après ce récit, le premier tour aurait à la fois montré l'ampleur du soutien au cardinal Ratzinger (47 voix sur les 77 nécessaires) et que le pape ne serait pas italien (Camillo Ruini, vicaire et président de la CEI, n'aurait eu que 6 votes, le secrétaire d'État Angelo Sodano 4, Dionigi Tettamanzi, le successeur de Martini à Milan 2, et Martini, candidat désigné des progressistes, lui-même seulement 9 mais qui, atteint par la maladie de Parkinson avait indiqué que sa santé n'était pas bonne). Lors de ce premier tour, deux cardinaux sud-américains auraient eu des voix : Bergoglio, jésuite comme Martini, proche des pauvres, mais perçu comme conservateur, aurait eu 10 voix, alors que le cardinal plus progressiste du Honduras Oscar Rodriguez Maradiaga n'en aurait eu que 3.
Pour le second tour, du 19 avril au matin, plusieurs autres cardinaux dont les partisans de Martini (la "mafia" de Saint-Gall) auraient fait voter pour Bergoglio. « La manœuvre consistait à mettre [s]on nom en avant, à bloquer l’élection de Ratzinger et à négocier ensuite un autre troisième candidat. Ils [...] ne voulaient pas d’un pape « étranger». Si 65 voix se regroupaient sur le nom du cardinal théologien allemand (dont celles de Ruini) il lui en manquait encore 12 pour l'élection, alors que Bergoglio atteignait 35 voix (soit seulement 3 de moins que la minorité de blocage), Sodano et Tettamanzi conservant leur score.
Au troisième tour, le cardinal argentin a ainsi atteint la minorité de blocage (plus d'un tiers des voix soit 40 contre 72 à Ratzinger, auquel il manquait 5 voix). Cela n’empêchait pas en théorie, l'élection de Ratzinger (pour ce conclave, la règle de la majorité des deux tiers avait en effet été amendée : en cas de blocage, au 35e tour soit environ 10 jours de conclave, la majorité simple suffisait). Mais devant le risque d'un conclave long, et celui de voir apparaître une candidature sud-américaine plus conservatrice encore au vu des médiations du cardinal Trujillo, Martini et Bergoglio auraient fait savoir qu'ils acceptaient l'élection de Ratzinger. Bergoglio demande ainsi au cardinal Darío Castrillón Hoyos de ne pas « plaisanter avec ma candidature, parce que maintenant je vais dire que je ne l’accepte pas, hein ? » Marini aurait demandé à Ratzinger d'« accepte[r] demain de devenir pape avec [s]es voix… accepte toi, qui es à la Curie depuis trente ans et qui es intelligent et honnête : si tu réussis à réformer la Curie, tant mieux, sinon, pars »]. Lui et Bergoglio auraient fait se déplacer suffisamment de voix pour assurer l'élection dès le quatrième tour (84 voix contre 26 à Bergoglio).
| Pays                   | Cardinal                  | 18 avril 2005 | 18 avril 2005 | 19 avril 2005 | 19 avril 2005 | 19 avril 2005 | 19 avril 2005 | 19 avril 2005 | 19 avril 2005 |
| Pays                   | Cardinal                  | 1er scrutin   | 1er scrutin   | 2e scrutin    | 2e scrutin    | 3e scrutin    | 3e scrutin    | 4e scrutin    | 4e scrutin    |
| ---------------------- | ------------------------- | ------------- | ------------- | ------------- | ------------- | ------------- | ------------- | ------------- | ------------- |
| Drapeau de l'Allemagne | Joseph Ratzinger          | 47            | 41%           | 65            | 57%           | 72            | 63%           | 84            | 73%           |
| Drapeau de l'Argentine | Jorge Mario Bergoglio     | 10            | 9%            | 35            | 30%           | 40            | 35%           | 26            | 23%           |
| Drapeau de l'Italie    | Carlo Maria Martini       | 9             | 8%            |               |               |               |               |               |               |
| Drapeau de l'Italie    | Camillo Ruini             | 6             | 5%            |               |               |               |               |               |               |
| Drapeau de l'Italie    | Angelo Sodano             | 4             | 3%            | 4             | 3%            |               |               |               |               |
| Drapeau du Honduras    | Óscar Rodríguez Maradiaga | 3             | 3%            |               |               |               |               |               |               |
| Drapeau de l'Italie    | Dionigi Tettamanzi        | 2             | 2%            | 2             | 2%            |               |               |               |               |
| Drapeau de l'Italie    | Giacomo Biffi             | 1             | 1%            | 1             | 1%            | 1             | 1%            | 1             | 1%            |
| Drapeau de la Colombie | Darío Castrillón Hoyos    |               |               |               |               | 1             | 1%            |               |               |
| Drapeau de l'Autriche  | Christoph Schönborn       |               |               |               |               |               |               | 1             | 1%            |
| Drapeau des États-Unis | Bernard Francis Law       |               |               |               |               |               |               | 1             | 1%            |
|                        | Autres                    | 33            | 29%           | 8             | 7%            | 1             | 1%            | 2             | 2%            |

## Résultat final
Le nouveau pape est le cardinal Joseph Ratzinger, qui choisit de diriger l'Église catholique romaine sous le nom de Benoît XVI, en hommage à Benoît XV et au fondateur de l'ordre des bénédictins.